# Petro-Mîhailivka, Vilneansk
Petro-Mîhailivka (în ucraineană Петро-Михайлівка) este localitatea de reședință a comunei Petro-Mîhailivka din raionul Vilneansk, regiunea Zaporijjea, Ucraina.

## Demografie
Componența lingvistică a localității Petro-Mîhailivka
     Ucraineană (87,27%)
     Rusă (12,07%)
     Alte limbi (0,39%)
Conform recensământului din 2001, majoritatea populației localității Petro-Mîhailivka era vorbitoare de ucraineană (87,27%), existând în minoritate și vorbitori de rusă (12,07%).